# Я тот, кто я есть!
«Я тот, кто я есть!» — первый студийный альбом хеви-метал-группы Чёрный кузнец, выпущенный в 2009 году.

## История
В апреле 2008 года, после прихода нового бас-гитариста Павла Сацердова и директора Александра Сидорова, началась запись дебютного, студийного альбома группы, который впоследствии получил название «Я тот, кто я есть!». Запись проводилась в Санкт-Петербурге с апреля 2008 по май 2009 года.
10 мая 2009 года в клубе «Арктика» города Санкт-Петербурга состоялась презентация диска, на которой в составе группы дебютировал барабанщик Евгений Снурников, заменивший ушедшего Сергея Курнакина. Однако, на альбоме партии ударных были записаны именно Сергеем Курнакиным. Альбом «Я тот, кто я есть!» был выпущен на лейбле «Redestruct music».

## Критика
Портал MuzArea.ru положительно оценил альбом, отметив вокал и технику исполнения, особенно отметив тексты из второй половины альбома.
В то же время, журнал Dark City критически оценил альбом, поставив 3 звезды из пяти:
<…> Главный же минус — традиционный до избитости, скучноватый мелодик-хэви-метал и не самый выдающийся саунд, из-за чего альбом утомляет уже к середине, а при наличии внушительного количества аналогичного материала возвращаться к «Я тот, кто я есть!» во второй раз уже и не особо захочется…

## Список композиций
| №   | Название          | Текст песни                             | Музыка                | Текст | Длительность |
| --- | ----------------- | --------------------------------------- | --------------------- | ----- | ------------ |
| 1.  | «Интро»           |                                         | Н.Курпан М.Нахимович  |       | 0:48         |
| 2.  | «Зеркало времени» | М.Нахимович А.Фрид                      | Н.Курпан Е.Заборщиков | текст | 6:01         |
| 3.  | «Твой путь»       | Мечеслав Ратов (А.Найденов) М.Нахимович | Н.Курпан М.Нахимович  | текст | 5:42         |
| 4.  | «Прочь!»          | А.Фрид М.Нахимович                      | Н.Курпан              | текст | 5:21         |
| 5.  | «Охота во тьме»   | М.Лапичева                              | Н.Курпан              | текст | 5:23         |
| 6.  | «Ангел мой»       | Е.Земскова                              | Н.Курпан              | текст | 5:00         |
| 7.  | «Иуда»            | М.Лапичева                              | Н.Курпан К.Пашин      | текст | 4:24         |
| 8.  | «Чёрный кузнец»   | Мечеслав Ратов (А.Найденов)             | Н.Курпан              | текст | 5:06         |
| 9.  | «Пепел»           | Е.Земскова                              | Н.Курпан              | текст | 7:06         |
| 10. | «Я… помню…»       | М.Нахимович                             | Н.Барбуцкий           | текст | 1:54         |

## Участники записи

### ГруппаЧёрный кузнец
| Николай | Курпан    | — гитара     |
| Михаил  | Нахимович | — вокал      |
| Павел   | Сацердов  | — бас-гитара |
| Сергей  | Курнакин  | — ударные    |
| Николай | Барбуцкий | — гитара     |

### Приглашённые музыканты
| Олег   | Жиляков     | (Catharsis)     | — бэк-вокал | — Пепел           |
| Марина | Лапичева    | (Divinior)      | — клавишные | — Зеркало времени |
| Олег   | Соболевский | (Stalwart)      | — гроулинг  | — Зеркало времени |
| Михаил | Иванов      | (Железная воля) | — хор       | — Пепел           |
| Ася    | Мовсесян    |                 | — хор       | — Пепел           |

### Дополнительная информация
- Аранжировки, программирование, оркестр — Николай Курпан
- Запись — Николай Курпан (бас-гитара, гитары, клавишные, вокал, на студии «Sound Loundry»);

    — Дмитрий Розе (ударные, на студии «RP-Studio»)
- Мастеринг — Cutting Room (в мае 2009 года в Стокгольме, Швеция)
- Художник — Лео Хао
- Оформление буклета, фотографии — Любовь Подольская
- Продюсирование — Николай Курпан, Михаил Нахимович, Николай Барбуцкий
- Саунд-продюсирование, сведение — Дмитрий Розе (RP-Studio)
- Директор группы — Александр Сидоров
- Диск сопровождается 12 страничным буклетом.